# Stele di Isola Vicentina
La stele di Isola Vicentina è un antico manufatto preistorico rinvenuta nel comune di Isola Vicentina (VI).
È oggi esposta nel Museo naturalistico archeologico (Vicenza).

## Storia
L'antico manufatto, databile al IV a.C. è stato rinvenuto nel 1992 nel comune di Isola Vicentina in località Altura, durante lavori di estrazione in una cava di argilla.
Notata fortuitamente da Ettorino Caldognetto, la stele fu consegnata al museo archeologico della città vicentina, dove fu possibile constatare con certezza il grande ritrovamento. Da allora la stele è divenuta un simbolo del museo, nonché uno dei pezzi più importanti e di maggiore attrazione.

## Descrizione

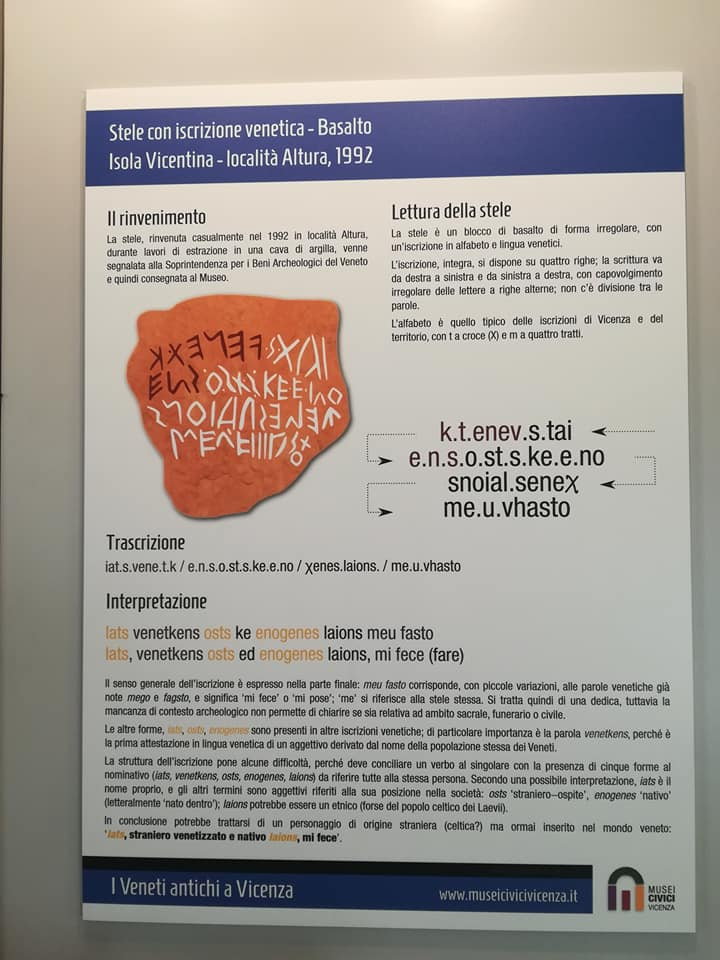
La descrizione del manufatto

La stele è una lastra di pietra basaltica, di forma irregolare, con un’iscrizione e alfabeto venetico.
L’iscrizione, integra, si dispone su quattro righe, la scrittura va da destra a sinistra e da sinistra a destra con un capovolgimento irregolare delle lettere a righe alterne; non c’è divisione tra le parole.
L’alfabeto è quello tipico di Vicenza e territorio, con la T a croce (X) e la M a quattro tratti.
IAT.S.VENE.T.K
E.N.S.O.ST.S.KE.E.NO
ZENES.LAIONS.
ME.U.VHASTO
In traduzione interpretativa: IATS VENETKENS OST KE ENOGENENS LAIONS MEU FASTO.
Il senso generale dell’iscrizione è nell’ultima parte: meu fasto corrisponde, con piccole variazioni, alle parole venetiche già note mego e fagsto e significa “mi fece”.
La mancanza di contesto archeologico non permette di chiarire se sia relativa ad ambito sacrale, funerario o civile.
Di particolare importanza è la parola VENETKENS, perché è la prima attestazione in assoluto nel Veneto di un aggettivo derivato dal nome della popolazione stessa dei Veneti antichi.
La struttura dell’iscrizione pone alcune difficoltà, perché deve conciliare il verbo al singolare con la presenza di cinque forme al nominativo (iats, venetkens, osts, enogenes, laions) da riferire tutte ella stessa persona.
Secondo una possibile interpretazione, Iats è il nome proprio, e gli altri termini sono aggettivi riferentesi alla sua posizione nella società. “osts”, straniero, ospite, “enogenes” nativo, letteralmente ‘nato dentro’, “laions" potrebbe essere un etnico (forse del popolo ligure dei Levi).
“Iats, venetizzato straniero, e nativo Laions, mi fece".
In conclusione potrebbe trattarsi di un personaggio di origine straniera, ma ormai inserito nel mondo veneto.